# Gabriel Ramanantsoa

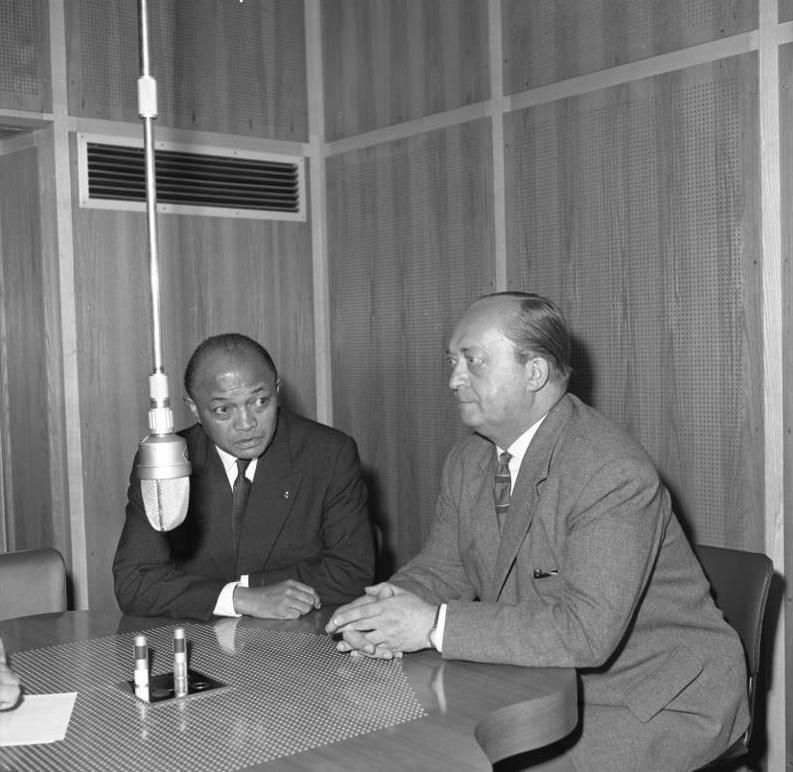
Gabriel Ramanantsoa (till vänster)

Gabriel Ramanantsoa, född 13 april 1906 Antananarivo, död 9 maj 1979, Paris, Frankrike, var Madagaskars president från 11 oktober 1972 till 5 februari 1975, då han avgick efter tilltagande oroligheter i landet. Han var också regeringschef 27 maj 1957 till 1 maj 1959.